# Tropocyclops extensa
Tropocyclops extensa är en kräftdjursart som beskrevs av Herbst. Tropocyclops extensa ingår i släktet Tropocyclops och familjen Cyclopidae. Inga underarter finns listade i Catalogue of Life.